# Pokémon Crystal
Pokémon Crystal Version (яп. ポケットモンスター クリスタル Покэтто Монсута: Курисутару, «Покемон: Кристальная версия») — японская ролевая игра, разработанная студией Game Freak и выпущенная Nintendo на платформе Game Boy Color. Игра является дополненной версией двух предыдущих игр — Pokémon Gold и Silver. Crystal поступила в продажу 14 декабря 2000 года в Японии, 29 июля 2001 года в Северной Америке и 1 ноября 2001 года в Европе.
26 января 2018 года Pokémon Crystal была выпущена по всему миру для Nintendo 3DS через сервис Virtual Console.

## Геймплей
Как и в Pokémon Red, Blue, Yellow, Gold и Silver, игрок путешествует по вымышленному миру, отображаемому сверху. По мере прохождения игры игроку открываются новые локации для дальнейшего обследования игрового мира. Во многих локациях — в лесах, пещерах, на полях, в горах, и т. п. обитают разные виды покемонов. Когда игрок проходит по таким местам, на него может напасть дикий покемон, и тогда начинается бой. Игрока может также вызвать на бой другой тренер покемонов. Бой происходит на отдельном игровом экране. Когда начинается бой, покемон игрока сражается с вражеским покемоном. Во время боя можно совершить четыре действия: использовать одну из способностей покемона в бою, использовать предмет из инвентаря игрока, сменить сражающегося покемона на другого из имеющихся у игрока, или убежать из боя (убегать из боя нельзя, если игрока вызвал на бой другой тренер покемонов). У каждого покемона есть очки здоровья — если они закончатся, покемон не сможет сражаться, пока его не вылечат. Победив другого покемона, покемон игрока получает опыт. Получив определённое количество опыта, покемон поднимается на новый уровень. При достижении нового уровня увеличиваются характеристики покемона, а иногда покемон может выучить новую способность. При выполнении определённых условий, (например, при определённом уровне, при использовании определённого предмета, и т. п.) покемоны могут эволюционировать (англ. Evolve) — превратиться в свои развитые формы.
Достаточно важным элементом геймплея является поимка новых покемонов. Ловить можно только диких покемонов — покемонов, принадлежащих другим тренерам, ловить нельзя. Во время боя игрок может бросить в дикого покемона покебол (англ. Poké Ball) — карманное устройство в форме шара, позволяющее переносить в кармане даже самых больших покемонов. Если дикий покемон не вырвется из покебола, то он переходит к игроку, в противном случае придётся бросить покебол ещё раз. Успех поимки зависит также от того, насколько мало у дикого покемона очков жизни и от того, насколько сильный используется покебол.

### Изменения
В Crystal появилось много изменений по сравнению с Gold и Silver. В начале боя показывается анимация вражеского покемона — у каждого вида своя. Впервые в серии появилась возможность играть за девочку, а не только за мальчика, как было в предыдущих играх серии. Чуть изменён дизайн некоторых персонажей и покемонов. Была добавлена новая сюжетная линия, связанная с легендарным покемоном Суйкуном (англ. Suicune). А если повезет, то можно поймать ещё и Энтея (англ. Entei), Лугию (англ. Lugia) и Райку (англ. Raikou). Самое крупное нововведение — Башня сражений (англ. Battle Tower) — локация, где проходят особенно сложные бои покемонов по определённым правилам.

## Отзывы и популярность
| Сводный рейтинг    | Сводный рейтинг |
| Агрегатор          | Оценка          |
| ------------------ | --------------- |
| GameRankings       | 79,86 %         |
| Иноязычные издания |                 |
| Издание            | Оценка          |
| EGM                | 6/10            |
| IGN                | 9/10            |
| Nintendo Power     | 4/5             |

Pokémon Crystal получила хорошие оценки в обзорах и хорошо продавалась. Игра получила 80 % на сайте GameRankings. С другой стороны, многим критикам не понравился факт, что в игре было слишком мало нововведений, чтобы она выделялась из Gold и Silver. Крэйг Харрис, журналист IGN, отметил, что «последняя (к счастью) версия на Game Boy Color обязательно заинтересует вас, если у вас не было какой-нибудь из предыдущих игр серии, так как там улучшена графика. Но если у вас есть предыдущие игры серии, то Crystal покупать просто незачем», дав игре 9 баллов из десяти возможных.